# 尤若斯·林恩

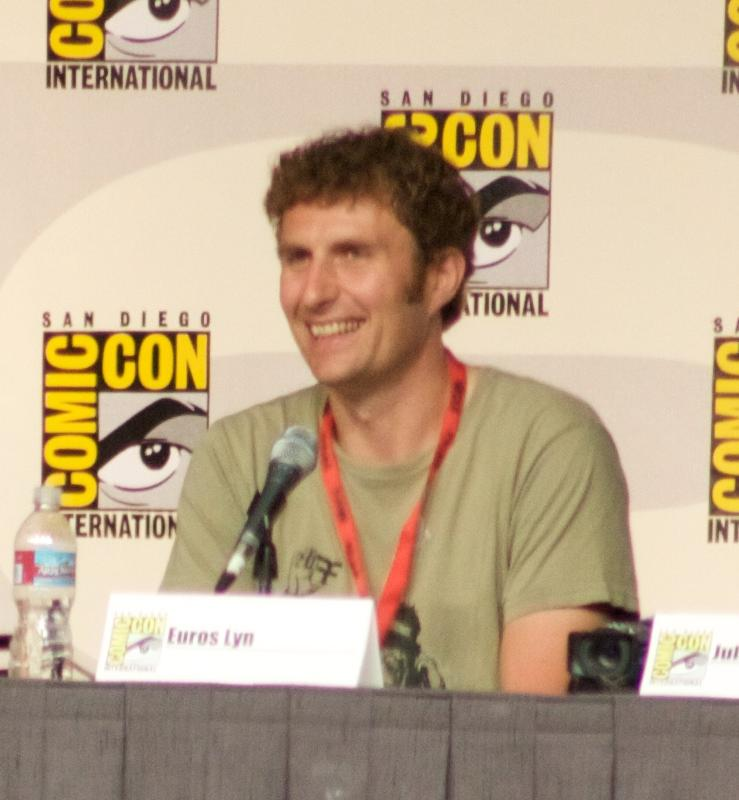
尤若斯·林恩在2009年圣地亚哥国际动漫展

尤若斯·林恩（英語：Euros Lyn）是一位英国电视导演。主要作品包括《超時空奇俠》、《火炬木》、《新世紀福爾摩斯》、《黑鏡》《戀愛修課 》中的剧集。
他在Ysgol Gyfun Ystalyfera和曼彻斯特维多利亚大学接受教育。
他会说威尔士语，因此3次赢得威尔士BAFTA奖。